# Saint-Apollinaire (Côte-d'Or)
Saint-Apollinaire is een gemeente in het Franse departement Côte-d'Or (regio Bourgogne-Franche-Comté). De gemeente telde 7.517 inwoners op 1 januari 2022. De plaats maakt deel uit van het arrondissement Dijon.

## Geschiedenis
In de Gallo-Romeinse periode heette de plaats Aqualiacus, een naam verbonden met de bronnen daar. Al in de 10e eeuw was er sprake van wijnbouw. De naam Saint-Apollinaire vond ingang in de 11e eeuw. De plaats hing toen af van de Abdij van Saint-Bénigne van waaruit de cultus van de heilige Apollinaris werd gepromoot. Abt Guillaume de Volpiano schonk relieken van deze heilige aan de plaatselijke kerk die hij liet herbouwen. Er kwam een kleine priorij om bedevaarders te ontvangen. In de late middeleeuwen kwam de plaats steeds meer onder invloed van het nabijgelegen Dijon. In 1550 vestigde de familie Tabourot zich in een kasteel in Saint-Apollinaire, het château de la Motte, het latere gemeentehuis. In de 17e eeuw en het begin van de 18e eeuw werd de plaats getroffen door plunderingen en branden. Bovendien werd de priorij opgeheven in 1651.
Vanaf 1950 kende het kleine dorp een snelle groei en verstedelijking. De bevolking vertienvoudigde op vijftig jaar.

## Geografie
De oppervlakte van Saint-Apollinaire bedroeg op 1 januari 2022 10,24 vierkante kilometer; de bevolkingsdichtheid was toen 734,1 inwoners per km².
De onderstaande kaart toont de ligging van Saint-Apollinaire met de belangrijkste infrastructuur en aangrenzende gemeenten.

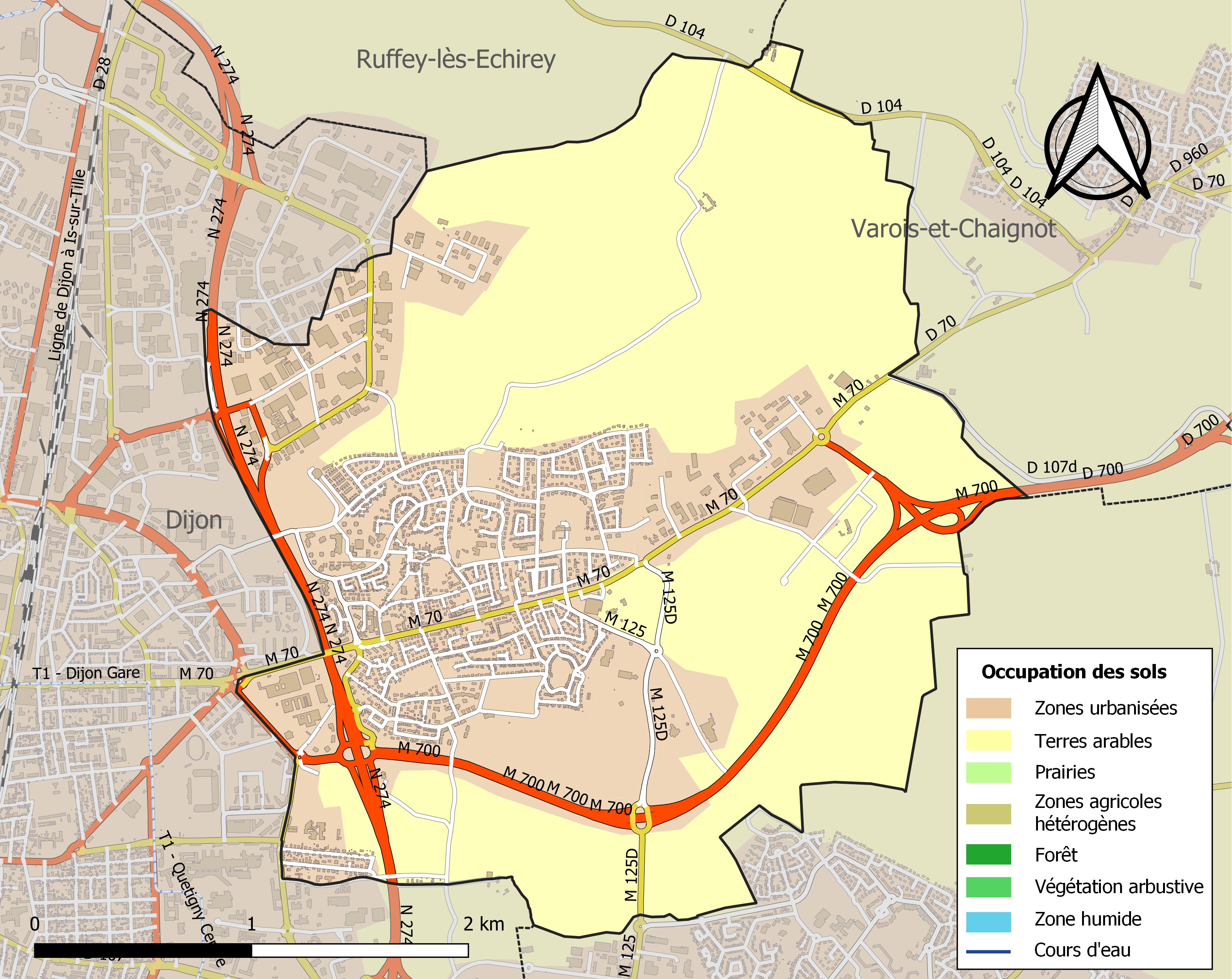

## Demografie
Onderstaande figuur toont het verloop van het inwonertal (bron: INSEE-tellingen).